# Tano (rijeka)
Tano ili Tanoé je rijeka u Gani. Rijeka je duga 400 kilometara, a teče od grada Traa, predgrađa Techimana, glavnog grada regije Bono East u Republici Gani, do lagune Ehy, lagune Tendo i konačno do lagune Aby u Obali Bjelokosti gdje se ulijeva u Atlantski ocean. Rijeka čini zadnjih nekoliko kilometara međunarodne kopnene granice između Gane i Obale Bjelokosti.
Domorodačka lokalna vjerovanja Bona drže da Taakora, najviši od Bono bogova na Zemlji, živi na izvoru rijeke.
Vjeruje se da posljednjih nekoliko jedinki majmuna Piliocolobus badius waldronae, jednog od najugroženijih primata na svijetu, živi u šumi između rijeke i lagune Ehy. Od sredine 2008. ovo je područje predviđeno za sječu od strane Unilevera, s ciljem da ga zamijeni plantažama uljane palme.
U siječnju 2020. godine kamion sa sumpornom kiselinom upao je u rijeku Tano. 13. siječnja ljudima je savjetovano da ne piju vodu zbog kontaminacije. Rijeka je od tada vraćena u svoje prirodno stanje.

## Vanjske poveznice
|  | Zajednički poslužitelj ima još gradiva o temi Tano (rijeka) |

- Tano River
- Drying up of the Tano River
- Human Activities Dries up Tano River
- Tanoso Residents do not eat fish in the Tano River
- (2005): Update on the Search for Miss Waldron's Red Colobus Monkey. International Journal of Primatology 26(3): 605–619. DOI:10.1007/s10764-005-4368-9  (HTML abstract)
- (2008): [neaktivna poveznica] . Version of 2008-MAY-28. Retrieved 2008-JUN-24.